# 크로스타타

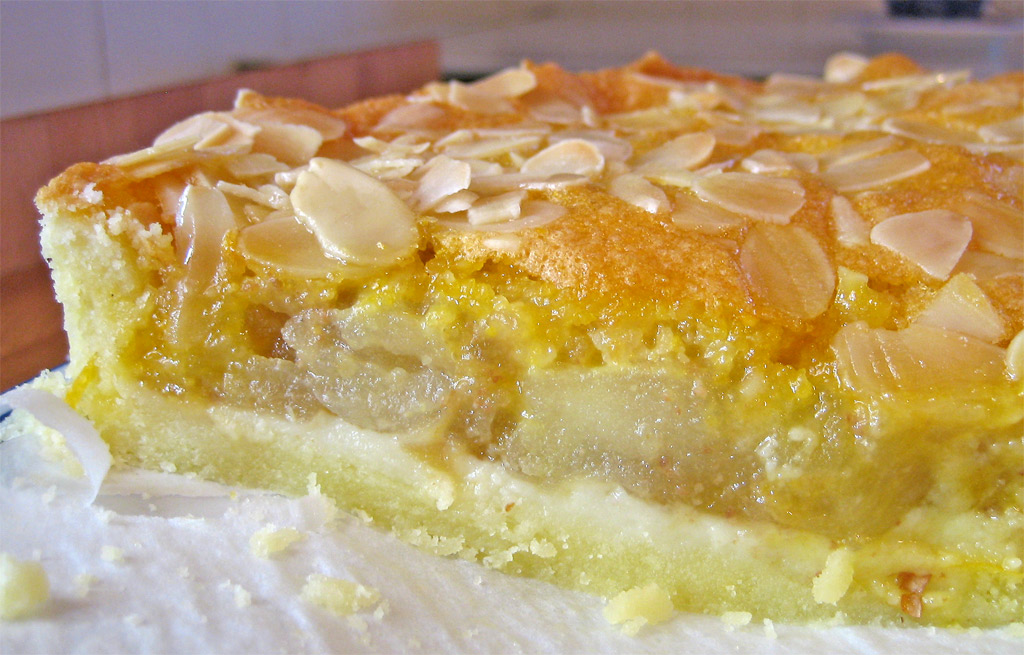
크로스타타

크로스타타(이탈리아어:crostata)는 이탈리아의 구운 타르트이자 파이의 한 종류이다. 여러 이름으로 알려져 있는데 나폴리에서는 코피(coppi), 롬바르디아주에서는 스포글리아테(sfogliate)로 불린다. 역사적으로는 외관상 특징 때문에 샌드위치나 카나페를 일컬었으며  고기가 들어간 파이의 일종이다. 가장 오래된 크로스타타의 일종은 마르티노 다 코모가 쓴 Libro de Arte Coquinaria (Art of Cooking)에 기록되어 있으며, 나폴리아의 요리 조리법서(Cuoco napolitano)는 크로스타타를 기록한 1400년대 후반의 책이다.
프랑스식 갈렛과 유사한데, 크로스타타는 과일이 들어간 파이타르트의 일종이며 파이 틀에 굽기도 한다.

## 어원
라틴어 crustāta에서 유래한 단어인데 Crust를 의미한다. crostata라는 단어가 처음으로 이탈리아어 사전에 등장한 것은 1612년 Vocabolario degli accademici della Crusca이며 1591-1608년에 걸쳐 조사한 것이다.
외국어로의 번역된 사전에서 등장한 것은 1816년 영-이태리어 사전이 있으며 1804년 이태리어-영어-터키어 사전에도 등장한다.

## 묘사
전통적인 크로스타타는 3개의 층으로 구성되어 있으며 버터와 지방질로 도우에 풍미를 돋운다. 토르타와 다른 점이 있다면 크로스타타는 여러 재료를 섞어서 속을 채우는 데 있다. 단 것을 넣기도 허브를 넣기도 하여 종류가 매우 다양하다.
단것을 첨가할 때에는 체리, 살구, 복숭아, 베리류를 집어 넣는 것이 보통이다. 속을 채우고 굽는 보통의 방식이 아니라 속을 비우고 바깥의 크러스트만 먼저 굽는 블라인드베이킹으로 하기도 하는데 이렇게 하면 후에 속을 크림이나 커스터드 소스로 채우고 위를 과일로 덮어 장식하면 된다. 1570년 바르톨메오 스카피는 그의 저서에 자두와 체리를 사용한 크로스타타 조리법을 적었다.

짭조름하게 만드는 크로스타타는 육류나 해산물, 야채를 넣어 만든다. 대표적으로는 리코타치즈와 설탕, 레몬제스트를 갖고 만들기도 하며 코코아를 대신 넣을 수도 있다.
스카피는 자신의 저서 Opera dell'arte del cucinare에 크로스타타 조리법을 많이 써놓았는데 육류나 해산물을 사용하여 조리할 시에는 돼지고기나 프로슈토를 쓴다고 하였으며 해산물 중에는 안초비나 굴을 넣는다고 했다.

## 같이 보기
- 이탈리아 요리
- 미국 요리

## 참고 문헌
- Adams, Jody; Rivard, Ken (2002). 《In the Hands of A Chef: Cooking with Jody Adams of Rialto Restaurant》. HarperCollins. ISBN 068816837X.
- Baretti, Giuseppe Marco Antonio (1816). 《Dizionario italiano, ed inglese》 1. Florence: Giovanni Marenigh.
- Capatti, Alberto; Montanari, Massimo (2003, original Italian in 1999). 《Italian cuisine》. 《Arts and Traditions of the Table Series》. Translated by Áine O'Healy (Columbia University Press). ISBN 0231122322.
- Chakhchakhian, Manouel (1804). 《Dizionario italiano-armeno-turco》.
- Corley, Dinah (2011). 《Gourmet Gifts: 100 Delicious Recipes for Every Occasion to Make Yourself & Wrap with Style》. Houghton Mifflin Harcourt. ISBN 9781558324350.
- 《Vocabolario degli accademici della Crusca》. Accademia della Crusca and Scuola Normale Superiore di Pisa. Giovanni Alberto. 1612. 2013년 4월 15일에 원본 문서에서 보존된 문서. 2013년 4월 2일에 확인함.
- Cushing, Christine. “Crostata Di Ricotta”. Food Network Canada. 2013년 4월 1일에 확인함.
- Pergamino, Giacomo (1617). 《Il memoriale della lingua italiana: ridotto in ordine d'alfabeto per commodità del lettore》. Giovanni Battista Giotti.
- Rocco, David. “Crostata di Ricotta”. 《David Rocco's Amalfi Getaway》. Cooking Channel. 2013년 4월 1일에 확인함.
- Scappi, Bartolomeo (2008, original Italian in 1570).  Ballerini, Luigi; Ciavolella, Massimo, 편집. 《The Opera of Bartolomeo Scappi (1570): L'Arte Et Prudenza D'Un Maestro Cuoco (the Art and Craft of a Master Cook)》. Lorenzo da Ponte Italian library series. Translated by Terence Scully. University of Toronto Press. ISBN 9780802096241.
- Scully, Terence, 편집. (2000). 《The Neapolitan Recipe Collection: Cuoco Napoletano》. Translated by Terence Scully. New York: University of Michigan Press. ISBN 0472109723.
- Sessa, Mirella (2001). “Note del curatore”. CRIBeCu - Accademia della Crusca - Scuola Normale Superiore. 2013년 3월 4일에 원본 문서에서 보존된 문서. 2013년 4월 2일에 확인함.
- Skeat, Walter William (1911). 《A concise etymological dictionary of the English language》. Oxford: American Book Company. LCCN 11035890. OL 16525337M.
- Weekley, Ernest (1967). 《A-K》. 《An Etymological Dictionary of Modern English》 1 (Courier Dover Publications). ISBN 0486122875. LCCN 67-26968.
- Worthington, Diane Rossen (2012년 8월 18일). “Seriously simple: Peach Crostata is easy as pie”. 《Pittsburgh Tribune-Review》 (Trib Total Media). 2013년 4월 1일에 확인함.
- “Crostata di ricotta”. Giallo Zafferano. Banzai Media. 2013년 4월 1일에 확인함.
- “Crostata alla Nutella”. Giallo Zafferano. Banzai Media. 2013년 4월 1일에 확인함.